# Laguna Naick-Neck
Laguna Naick-Neck är en ort i Argentina.   Den ligger i provinsen Formosa, i den nordöstra delen av landet, 1 000 km norr om huvudstaden Buenos Aires. Laguna Naick-Neck ligger 78 meter över havet och antalet invånare är 2 115.
Terrängen runt Laguna Naick-Neck är mycket platt. Runt Laguna Naick-Neck är det glesbefolkat, med 15 invånare per kvadratkilometer.. Det finns inga andra samhällen i närheten. 
Omgivningarna runt Laguna Naick-Neck är huvudsakligen savann.